# 信号边缘

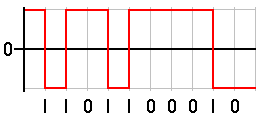
数字信号可以用方波来表示，图中红色的竖线表示信号边缘。理论上，高低电平的转变是不需要瞬间完成的，而实际上，信号边缘并不与时间轴垂直，即有一定的延迟。

在电子学中，信号边缘（英語：signal edge），或称信号边沿，是数字信号在两种逻辑电平（0或1）之间状态的转变。由于数字信号电平由方波来表示，因此这种状态的变化被称为“边缘”。
信号的一个正緣（rising edge）是数字信号从低电平向高电平的转变。当接入的時脈訊號由低电平向高电平转变时，触发器电路被触发，而当接入的時脈訊號从高电平向低电平转变时，这种转变则被触发器电路忽略，那么我们称这个触发器电路为正緣触发的（rising edge-triggered）。
与上升沿对应的概念为負緣（falling edge），它是指数字信号从高电平向低电平的转变。当接入的時脈訊號由高电平向低电平转变时，触发器电路被触发，而当接入的時脈訊號从低电平向高电平转变时，这种转变则被触发器电路忽略，那么我们称这个触发电路为負緣触发的（falling edge-triggered）。
信号边缘可以被用来触发时序控制，在时间脉冲正緣或負緣触发的T触发器就是一个典型的例子，这类触发器并不是通常的电平敏感，而是信号边缘敏感。此外，在硬件描述语言中，使用Verilog自定义原语（user defined primitives）时，上升沿、下降沿分别以(01)、(10)表示，也可以用缩写字母r、f表示。